# مجاهد (روزنامه تبریز)
مجاهد روزنامه ارگان سوسیال دمکرات‌های تبریز در دوره مشروطه اول که سید محمد شبستری معروف به ابوالضیاء آن را به انتشار می‌رساند. این روزنامه پس از ۲۲ شماره و پس از آن‌که شرح موهنی از سید محمدکاظم یزدی مجتهد مقیم نجف در این روزنامه به چاپ رسید، متعصبین مذهبی شبستری را فلک کرده و از شهر تبعید کردند.